# Sinfonía n.º 1 (Beethoven)

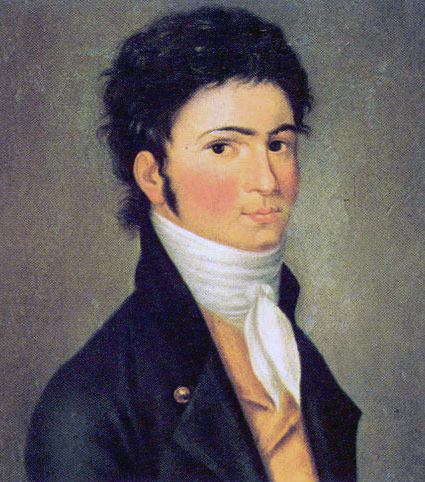
Beethoven en 1801.

La Sinfonía n.º 1 en do mayor, Op. 21 fue compuesta por Ludwig van Beethoven entre 1798 y 1800. Es la primera de sus nueve sinfonías. La partitura está dedicada al barón Gottfried Van Swieten.

## Historia

### Composición
La composición de esta pieza se cree que pudo desarrollarse desde alrededor de 1798 hasta una fecha indeterminada pero anterior a abril de 1800, fecha del estreno. A diferencia de muchas de sus obras posteriores, no existen pruebas escritas de la génesis de la Primera Sinfonía, ya que no se ha conservado ni una partitura autógrafa completa ni bocetos. Es probable que se haya perdido un cuaderno de bocetos completo de este periodo. Como sabemos por los bocetos que se conservan, Beethoven ya había trabajado en una sinfonía en do mayor en Viena entre 1795 y 1796. Sin embargo, este primer intento quedó en nada. Cuando volvió a trabajar en una sinfonía en do mayor varios años más tarde, sorprendentemente ignoró el material de su primer intento y empezó de nuevo. Lo único que utilizó del intento anterior fue la apertura del tema del rondó del Finale.
La sinfonía está claramente en deuda con sus predecesores, en particular con su maestro Joseph Haydn y Wolfgang Amadeus Mozart. Los bocetos para el final se encuentran entre los ejercicios que Beethoven escribió mientras estudiaba contrapunto con Johann Georg Albrechtsberger en la primavera de 1797. No obstante, presenta rasgos que la marcan de manera única como obra de Beethoven, en particular el uso frecuente de sforzandi, así como cambios repentinos en los centros tonales que fueron poco comunes en la forma sinfónica tradicional (sobre todo, en el tercer movimiento)., y el uso prominente e independiente de instrumentos de viento. 

### Estreno y publicación
El estreno se celebró el 2 de abril de 1800 en el K.K. Hoftheater nächst der Burg de Viena, durante su primera academia o exhibición. Es posible incluso que compusiera la sinfonía expresamente para la ocasión. La mayoría de las fuentes están de acuerdo en que el programa de ese concierto también incluía su Septeto Op. 20, así como una sinfonía de Mozart. Pero hay cierto desacuerdo sobre si incluía arias del oratorio La creación o de Las estaciones de Haydn y si el Concierto para piano n.º 1 o n.º 2 de Beethoven. Este concierto sirvió efectivamente para anunciar los talentos de Beethoven en Viena.

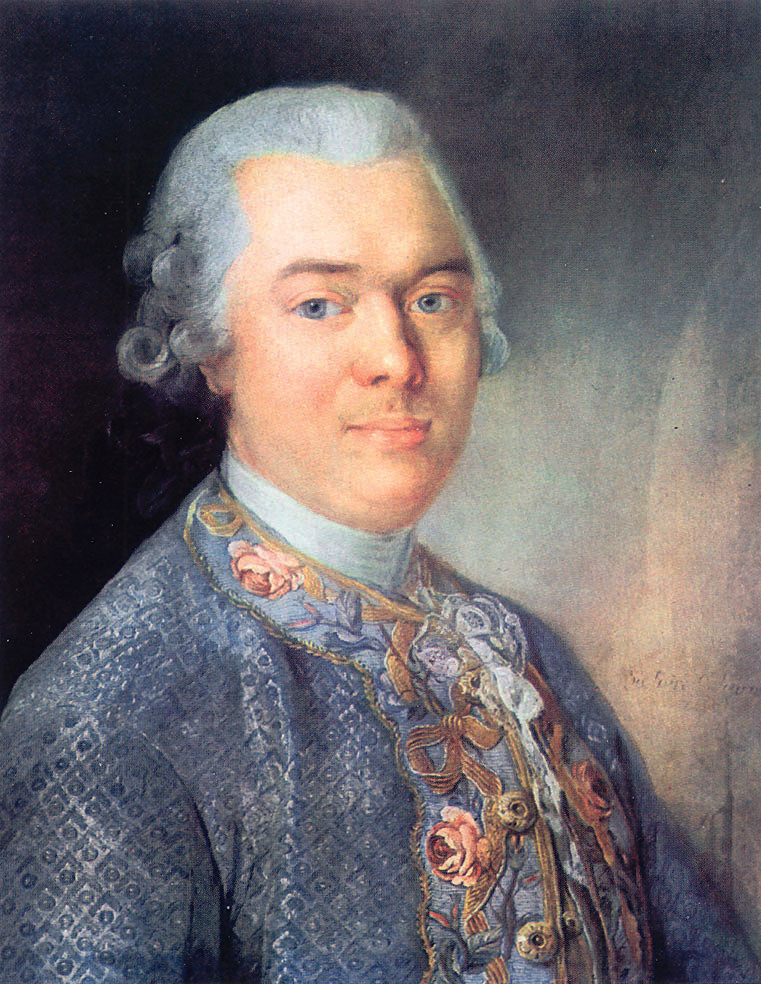
Gottfried van Swieten, dedicatario de la pieza.

La primera edición de las partes de la sinfonía apareció probablemente en noviembre o diciembre de 1801 con la editorial Hoffmeister de Leipzig. La partitura completa fue publicada por Cianchettini & Sperati en enero de 1809 en Londres.
La dedicatoria que figura en la partitura impresa es para el Freiherr (barón). Gottfried van Swieten. En un principio la sinfonía estaba destinada a homenajear a su primer gran mecenas, benefactor y empleador, Maximiliano Francisco, Elector de Colonia que residía en Bonn. Reconociendo el potencial del muchacho, le había concedido una beca de viaje a finales de 1792 para estudiar con Haydn en Viena. Beethoven recibió regularmente dinero del arzobispo de Bonn hasta 1794. Cuando las tropas francesas que ocupaban Renania secularizaron la corte del arzobispo, el antiguo puesto de Beethoven desapareció y su regreso a Bonn se tornó inviable. No obstante, para entonces ya tenía tanto éxito en Viena que ya no necesitaba el apoyo del arzobispo. Aun así, seguía estando agradecido a su mecenas como demuestra la intención de dedicarle su primera obra orquestal a gran escala. En junio de 1801 comunicó al editor Franz Anton Hoffmeister la dedicatoria para la edición original, pero la inesperada muerte de Maximiliano el 27 de julio de 1801 hizo innecesaria esta dedicatoria. Beethoven decidió finalmente dedicar la obra al barón van Swieten.

## Instrumentación
La partitura está escrita para una orquesta formada por:
- Viento madera: 2 flautas, 2 oboes, 2 clarinetes, 2 fagotes.
- Viento metal: 2 trompas, 2 trompetas.
- Percusión: 2 timbales (afinados en do y en sol).
- Cuerda: una sección de cuerdas con violines I y II, violas, violonchelos y contrabajos.

## Estructura y análisis
La sinfonía consta de cuatro movimientos:
- I. Adagio molto 4
4 – Allegro con brio, en do mayor  2
2
- II. Andante cantabile con moto, en fa mayor 3
8
- III. Menuetto. Allegro molto e vivace, en do mayor 3
4
- IV. Adagio – Allegro molto e vivace, en do mayor 2
4

La interpretación de esta obra dura aproximadamente 25 minutos, siendo así la más corta de todas las sinfonías del compositor. La Sinfonía n.º 1 puede considerarse el resultado de la audaz experimentación y avance musical de Beethoven, que presenta cinco años después de la última sinfonía de Haydn y doce años después de la última Sinfonía Júpiter de Mozart. Constituye de alguna manera una introducción a todo lo que escribirá Beethoven más tarde. Explora en efecto numerosos horizontes a menudo contrastados. Así, se define sucesivamente como lírica y serena (en los dos últimos movimientos)., sombría y apasionada (en la introducción lenta)., tensa y dramática (en la Allegro inicial)., y con patetismo (en el movimiento lento). Parece por otro lado ser una premonición de los movimientos lentos de las Sinfonías n.º 3 y n.º 7. El movimiento más innovador de esta obra es el tercero, que es un scherzo, vivo y ligero, el cual usaría Beethoven de ahí en adelante en lugar del minueto tradicional.
La forma musical sigue la tradición compositiva establecida. Sin embargo, el contenido musical, la instrumentación y los tempi son inusuales, si no revolucionarios, en su uso para una obra sinfónica de aquella época. Por lo tanto, Beethoven se presentó a sí mismo con esta obra de manera única y audaz como un compositor sinfónico imnovador y se mantuvo fiel a esta declaración a lo largo de su vida compositiva.

### I.Adagio molto– Allegro con brio
El primer movimiento, Adagio molto - Allegro con brio, está escrito en la tonalidad de do mayor, en compás de 4/4 y sigue la forma sonata. El arranque de la introducción de doce compases es considerado una "broma musical". Comienza de manera inusual con una secuencia de acordes de dominante-tónica acentuados repetidamente pero en la tonalidad "equivocada". Se trata de un acorde de séptima de dominante de la tonalidad subdominante de fa mayor, en lugar del esperado acorde de tónica de do mayor. Además dichos acordes se van alejando de la tónica, de tal modo que el oyente sólo se da cuenta gradualmente de la verdadera tonalidad inicial de la sinfonía.
La introducción de carácter lento, interrogante e insistente, da paso al inicio de la exposición, también de carácter interrogativo. Las fanfarrias añaden un sabor marcial a la música, que se ve compensado por el segundo grupo temático, de inclinación más lírica para exhibir y entrelazar el viento madera con la cuerda. La exposición se repite, según la convención clásica. El desarrollo que sigue es conciso y mucho más áspero; no permite el mismo contraste entre elementos cantables y marciales. Este desarrollo austero, ya muy maduro y "estudiado", sólo se suaviza cuando llega la recapitulación, ahora con gran contundencia. Los diálogos imitativos entre viento y cuerda tienen un estilo típicamente clásico, al igual que la exultante coda. La coda recuerda la elaboración motívica del desarrollo antes de concluir con acordes fuertemente repetidos tocados por toda la orquesta.

### II.Andante cantabile con moto
El segundo movimiento, Andante cantabile con moto, está en la tonalidad subdominante de fa mayor, en compás de 3/8 y adopta de nuevo la forma sonata. Debido a las indicaciones de metrónomo del compositor en la partitura y a la adición de la expresión "con moto" (con movimiento)., el Andante se toca bastante más rápido que la concepción general de ese tempo. El Andante parece más apagado y relajado, pero la manera en que preserva el dramatismo latente asociado a la forma sinfónica es particularmente sutil y amena. Se abre con un motivo fugado, derivado de la tríada tónica ascendente que se escucha al empezar la exposición del movimiento inicial y que se emplea con tanto énfasis en la coda. Una ingeniosa orquestación tiene lugar al final de la exposición. A diferencia de la tradición, Beethoven despliega un amplio espectro sonoro al utilizar toda la instrumentación de la orquesta, salvo la segunda flauta que permanece tacet. Figuras de tresillos en los violines y en la flauta acompañadas de acordes a contratiempo son respaldadas por toques regulares de timbal. Este recurso parece apuntar al principio del Concierto para violín, Op. 61 y también a los compases finales del Concierto para piano n.º 5 Op. 73 "Emperador".

### III.Menuetto. Allegro molto e vivace
El tercer movimiento, Menuetto. Allegro molto e vivace, retoma la tonalidad inicial, el compás es 3/4 y responde a una forma ternaria. La indicación de tempo suscita la cuestión de si Beethoven pudo haber tenido la intención de crear un majestuoso minueto al estilo de Haydn antes de elevar el tempo. Aunque en la partitura figura como Menuetto, el tempo indicado es Allegro molto e vivace y en consecuencia se toca tan rápido como un scherzo. La incisiva energía rítmica sugiere algo totalmente nuevo, y este Menuetto tiene ya la apariencia de los scherzi posteriores del compositor. El scherzo no suele mostrar nuevas melodías o motivos, sino que utiliza las escalas musicales y las tríadas del primer movimiento como material temático con el que aportar impulso e ingenio a la pieza. Justo después del tema principal hay un episodio más estático en el que cambia cromáticamente y repentinamente el centro tonal de do mayor a re bemol mayor, hacia los primeros 36 compases. Esto choca con la escritura sinfónica clásica en la que muchos temas de apertura  generalmente se mantenían dentro de la armonía diatónica. Dado el tempo indicado, el oyente escucha ese dramático cambio solo unos 15 segundos después del inicio. La sección central de trío también es más reservada. Es significativo que varios manuscritos de Beethoven, incluido el de su Sinfonía n.º 3 "Heroica", contengan indicaciones de tempo similares para el tercer movimiento.

### IV.Adagio – Allegro molto e vivace
El cuarto y último movimiento, Adagio - Allegro molto e vivace, también retoma la tonalidad inicial, el compás es 2/4 y sigue la forma sonata una vez más. Se abre con otra introducción que consta solo de fragmentos de escala tocados lentamente por los primeros violines solos, lo cual constituye un efecto inusual. Toda la orquesta toca al unísono un acorde fortissimo de sol, la dominante, un efecto que recuerda la introducción del primer movimiento. Tovey equiparó el explosivo arranque del Finale a la liberación de "un gato encerrado en una bolsa". El motivo principal deriva de la escala ascendente sobre la tónica, pero el uso de las figuraciones escalísticas se vuelve cada vez más obsesivo. Mientras tanto, el tema se escucha en diversas tonalidades y a menudo se oye en inversión cuando dialogan varios instrumentos. El desarrollo presenta un atrevido tratamiento armónico del tema de la escala. Beethoven emplea mucho contrapunto denso antes de que la pieza finalice con una reafirmación positiva y triunfante de la tónica. El tema inicial del Finale es similar en ritmo y carácter al Finale de la Sinfonía n.º 88 de Haydn. De esta manera, Beethoven rinde homenaje al habitual Finale establecido en las décadas precedentes por el que fue su maestro.

## Recepción de la obra
La obra fue criticada por su aspecto innovador a pesar de que tiene una estructura muy clásica. La obertura no comenzaba con la tonalidad principal de do mayor, tenía numerosas modulaciones, el tercer movimiento (falsamente titulado Menuetto). era demasiado rápido, etc. Al parecer el emperador Francisco II del Sacro Imperio Romano Germánico asistió al estreno y reaccionó diciendo: "¡Hay algo revolucionario en esa música!"
El musicólogo Donald Tovey ha calificado esta pieza de "comedia costumbrista". En cierto sentido es una parodia del estilo y el vocabulario profundamente arraigados del Clasicismo, aunque el humor es sin duda el propio de Beethoven.

## Discografía selecta
Mono
- 1939 – Arturo Toscanini, Orquesta Sinfónica de la NBC (Naxos).
- 1940 – Willem Mengelberg, Orquesta Real del Concertgebouw (Archipel; Andromeda). Directo grabado en Ámsterdam, 14-04-1940.
- 1947 – Bruno Walter, Filarmónica de Nueva York (Columbia; reedición United Archives 2010). Diapason d'Or en Diapason, septiembre 2004.
- 1951 – Arturo Toscanini, Orquesta Sinfónica de la NBC (RCA).
- 1952 – Wilhelm Furtwängler, Filarmónica de Viena (EMI Classics). Diapason d'Or en marzo de 2011.
- 1953 – Ferenc Fricsay, Filarmónica de Berlín (DG). Diapason d'Or en noviembre de 2003.
- 1953 – Herbert von Karajan, Orquesta Philharmonia (EMI Classics).
- 1957 – Carl Schuricht, Orquesta de la Sociedad de Conciertos del Conservatorio (EMI Classics).

Estéreo
- 1959 – Pierre Monteux, Filarmónica de Viena (Decca).
- 1960 – Otto Klemperer, Orquesta Philharmonia (EMI Classics). Diapason d'Or en Diapason, febrero 2013.
- 1961 – Fritz Reiner, Sinfónica de Chicago (RCA).
- 1962 – Herbert von Karajan, Filarmónica de Berlín (DG). Grand Prix Du Disque de la Académie Charles Cros 1963.
- 1964 – Paul Kletzki, Orquesta Filarmónica Checa (Supraphon).
- 1977 – Herbert von Karajan, Filarmónica de Berlín (DG). 5 diapasones en Diapason, diciembre 2008.
- 1978 – Leonard Bernstein, Filarmónica de Viena (DG).
- 1987 – Roger Norrington, London Classical Players (EMI Classics; reedición Virgin Records 2001). Interpretación historicista.
- 1991 – Nikolaus Harnoncourt, Orquesta de Cámara de Europa (Teldec). Premio Gramophone a disco del año 1992.
- 2002 – Simon Rattle, Filarmónica de Viena (EMI Classics). Directo grabado en el Musikverein de Viena, mayo 2002. Diapason d'Or en abril de 2003.
- 2006 – John Nelson, Ensemble orchestral de Paris (Naïve).
- 2006 – Charles Mackerras, Orquesta de Cámara Escocesa (Hyperion). Directo grabado en el Festival de Edimburgo 2006.
- 2007 – Jos van Immerseel, Orquesta Anima Eterna (Zig-Zag Territoires). Interpretación historicista. Premio Gramophone elección del editor 2008
- 2010 – Emmanuel Krivine, La Chambre philharmonique (Naïve). Interpretación historicista, directo grabado en el Théâtre de Caen 17 y 18-12-2009. Galardonada con un 4fff por la revista Télérama (marzo 2010). y con un Gramophone Editor's Choice por la revista Gramophone (julio 2011).
- 2011 – Riccardo Chailly, Orquesta de la Gewandhaus de Leipzig (Decca). 5 diapasones en Diapason en octubre de 2011.
- 2011 – Christian Thielemann, Filarmónica de Viena (Sony BMG). 5 diapasones en Diapason, abril 2012.
- 2012 – Daniel Barenboïm, West-Eastern Divan Orchestra (Decca).
- 2013 – Mariss Jansons, Orquesta Sinfónica de la Radio de Baviera (BR Klassik). Directo grabado en Suntory Hall de Tokio, 27-11-2012. Galardonada con un Choc por la revista Classica, noviembre 2013.